# Вьюн (Могилёвская область)
Вьюн (бел. Ую́н, раней - Уюны) — деревня в составе Ямницкого сельсовета Быховского района Могилёвской области Белоруссии.

## История
В 1909 году действовала школа (в 1913 году 29 мальчиков и 21 девочка), которая размещалась в хате Иванова Федора Евменовича.

## Население
- 2010 год — 53 человека.